# أدريانا فرنانديز
أدريانا فرنانديز (بالإسبانية: Adriana Fernández) هي منافسة ألعاب القوى مكسيكية، ولدت في 4 أبريل 1971 في مدينة مكسيكو في المكسيك.

## وصلات خارجية
- أدريانا فرنانديز على موقع الاتحاد الدولي لألعاب القوى (الإنجليزية)
- أدريانا فرنانديز على موقع أوليمبيديا (الإنجليزية)